# Metasia homophaea
Metasia homophaea is een vlinder uit de familie van de grasmotten (Crambidae), uit de onderfamilie van de Spilomelinae. De wetenschappelijke naam van deze soort is voor het eerst voorgesteld als Eurycreon homophaea door Edward Meyrick in een publicatie uit 1885.
De soort komt voor in Australië (New South Wales, Tasmanië).